# Unione Sportiva Sanremese 1937-1938
Questa pagina raccoglie i dati riguardanti l'Unione Sportiva Sanremese  nelle competizioni ufficiali della stagione 1937-1938.

## Rosa
| N. |                      | Ruolo | Calciatore          |
| -- | -------------------- | ----- | ------------------- |
|    | Italia (bandiera)    | C     | Pietro Acquarone    |
|    | Argentina (bandiera) | A     | César Bertolo       |
|    | Argentina (bandiera) | C     | Domingo Bertolo     |
|    | Italia (bandiera)    | D     | Agostino Bertolotto |
|    | Italia (bandiera)    | C     | Aldo Biffi          |
|    | Italia (bandiera)    | A     | Anselmo Buggi       |
|    | Italia (bandiera)    | A     | Giuseppe Ferrari    |
|    | Italia (bandiera)    | D     | Ernesto Finelli     |
|    | Italia (bandiera)    | A     | Mario Ghiglione     |
|    | Italia (bandiera)    | C     | Amilcare Gilardoni  |
|    | Italia (bandiera)    | A     | Francesco Imberti   |
|    | Italia (bandiera)    | P     | Secondo Lanfranco   |

| N. |                   | Ruolo | Calciatore        |
| -- | ----------------- | ----- | ----------------- |
|    | Italia (bandiera) | A     | Enrico Manna      |
|    | Italia (bandiera) | A     | Mario Marchegiani |
|    | Italia (bandiera) | C     | Aurelio Marchese  |
|    | Italia (bandiera) | C     | Natale Masera     |
|    | Italia (bandiera) | C     | Lorenzo Ruffini   |
|    | Italia (bandiera) | A     | Emilio Salamano   |
|    | Italia (bandiera) | D     | Enrico Sangalli   |
|    | Italia (bandiera) | D     | Giovanni Sciolla  |
|    | Italia (bandiera) | C     | Cesare Testera    |
|    | Italia (bandiera) | D     | Antonino Vignola  |
|    | Italia (bandiera) | P     | Giovanni Zenaro   |

## Risultati

### Serie B

#### Girone di andata
| 12 settembre 1937 1ª giornata |  | – Turno di riposo |  |  |

| Arbitro: | Bertone (Torino) |

|  |           |             |
|  | Marcatori | 37’ Boriani |

| Arbitro: | Forni (Treviso) |

|                                                       |           |  |
| Romano 31’, 45’ Rizzotti 52’ Torri 72’ Galli 88’, 89’ | Marcatori |  |

| Arbitro: | Biancone (Roma) |

|            |           |  |
| Masera 76’ | Marcatori |  |

| Arbitro: | Gamba (Napoli) |

|                                   |           |  |
| Lombardi 37’, 66’ (rig.) Di Falco | Marcatori |  |

| Arbitro: | Salvatori (Roma) |

|              |           |             |
| Peternel 19’ | Marcatori | 29’ Imberti |

| Arbitro: | Dellarole (Vercelli) |

|                           |           |             |
| Ghiglione 15’ Ferrari 68’ | Marcatori | 39’ Bertoni |

| Arbitro: | Rizzo (Messina) |

|            |           |                         |
| Zironi 54’ | Marcatori | 46’, 78’ (rig.) Imberti |

| Arbitro: | Camisasca (Como) |

|            |           |                              |
| Masera 19’ | Marcatori | 27’, 51’ Biagini 56’ Bianchi |

| Arbitro: | Marini (Verona) |

|  |           |                        |
|  | Marcatori | 9’ Ferrari 88’ Imberti |

| Arbitro: | Leoni (Milano) |

|               |           |  |
| Ghiglione 40’ | Marcatori |  |

| Arbitro: | Biancone (Roma) |

|                                         |           |            |
| Robotti 18’, 28’ Parodi 80’ Celoria 83’ | Marcatori | 50’ Masera |

| Arbitro: | Pirovano (Monza) |

|                        |           |  |
| Ferrari 4’ Imberti 37’ | Marcatori |  |

| Arbitro: | Cardinali (Milano) |

|                       |           |            |
| Verrina 22’ Volpi 39’ | Marcatori | 7’ Imberti |

| Arbitro: | Pirovano (Monza) |

|           |           |  |
| Rossi 62’ | Marcatori |  |

| Arbitro: | Ronzio (Roma) |

|                             |           |  |
| Marchegiani 21’ Imberti 28’ | Marcatori |  |

| Arbitro: | Bevilacqua (Viareggio) |

|                                |           |  |
| Biffi 2’ Imberti 13’, ?’ Manna | Marcatori |  |

#### Girone di ritorno
| 30 gennaio 1938 18ª giornata |  | – Turno di riposo |  |  |

| Arbitro: | Scotti (Taranto) |

|                     |           |             |
| Corbelli 22’ (rig.) | Marcatori | 15’ Ruffini |

| Sanremo 13 febbraio 1938 20ª giornata | Sanremese         | 0 – 0 referto | Novara | Stadio Littorio\| Arbitro: \| Ceccherini (Como) \| |
| Arbitro:                              | Ceccherini (Como) |               |        |                                                    |

| Vigevano 20 febbraio 1938 21ª giornata | Vigevano          | 0 – 0 referto | Sanremese | \| Arbitro: \| Curradi (Firenze) \| |
| Arbitro:                               | Curradi (Firenze) |               |           |                                     |

| Sanremo 27 febbraio 1938 22ª giornata                                             | Sanremese | 3 – 1 referto | Palermo | Stadio Littorio |
| \| \| \| \| \| Masera 62’ (rig.), 80’ Imberti 88’ \| Marcatori \| 79’ Lombardo \| |           |               |         |                 |
|                                                                                   |           |               |         |                 |
| Masera 62’ (rig.), 80’ Imberti 88’                                                | Marcatori | 79’ Lombardo  |         |                 |

| Arbitro: | Gnocchini (Roma) |

|                                                |           |  |
| Masera 12’ (rig.) Imberti 36’, 44’ Ferrari 72’ | Marcatori |  |

| Arbitro: | Magrini (Perugia) |

|                              |           |           |
| Faccenda 8’, 43’ Bertoni 50’ | Marcatori | 20’ Biffi |

| Arbitro: | Carminati (Milano) |

|            |           |  |
| Masera 49’ | Marcatori |  |

| Arbitro: | Curradi (Firenze) |

|                         |           |  |
| Andreis 43’ Biagini 70’ | Marcatori |  |

| Arbitro: | Biancone (Roma) |

|          |           |                  |
| Manna 9’ | Marcatori | 71’ (rig.) Palma |

| Arbitro: | Pirovano (Monza) |

|               |           |                                |
| Simonetti 40’ | Marcatori | 35’, 78’ Imberti 41’ Ghiglione |

| Arbitro: | Leoni (Milano) |

|                                                 |           |  |
| Manna 18’ Ruffini 48’, 84’ Marchegiani 81’, 85’ | Marcatori |  |

| Arbitro: | Biancone (Roma) |

|              |           |         |
| Orzan ?’, ?’ | Marcatori | Ruffini |

| Sanremo 1 maggio 1938 31ª giornata | Sanremese       | 0 – 0 referto | Spezia | Stadio Littorio\| Arbitro: \| Gorini (Milano) \| |
| Arbitro:                           | Gorini (Milano) |               |        |                                                  |

| Sanremo 8 maggio 1938 32ª giornata                        | Sanremese | 1 – 1 referto | Pro Vercelli | Stadio Littorio |
| \| \| \| \| \| Ferrari 53’ \| Marcatori \| 46’ Svageli \| |           |               |              |                 |
|                                                           |           |               |              |                 |
| Ferrari 53’                                               | Marcatori | 46’ Svageli   |              |                 |

| Arbitro: | Siino (Palermo) |

|            |           |  |
| Boccuni 7’ | Marcatori |  |

| Arbitro: | Martelli (Livorno) |

|                |           |             |
| Camisaschi 80’ | Marcatori | 75’ Ferrari |

### Coppa Italia
| Arbitro: | Moretti (Genova) |

|                      |           |             |
| Cerri 1’ Benassi 36’ | Marcatori | 54’ Imberti |

## Statistiche

### Statistiche di squadra
| Competizione | Punti | In casa | In casa | In casa | In casa | In casa | In casa | In trasferta | In trasferta | In trasferta | In trasferta | In trasferta | In trasferta | Totale | Totale | Totale | Totale | Totale | Totale | DR |
| Competizione | Punti | G       | V       | N       | P       | Gf      | Gs      | G            | V            | N            | P            | Gf           | Gs           | G      | V      | N      | P      | Gf     | Gs     | DR |
| ------------ | ----- | ------- | ------- | ------- | ------- | ------- | ------- | ------------ | ------------ | ------------ | ------------ | ------------ | ------------ | ------ | ------ | ------ | ------ | ------ | ------ | -- |
| Serie B      | 34    | 16      | 10      | 4       | 2       | 28      | 8       | 16           | 3            | 4            | 9            | 14           | 29           | 32     | 13     | 8      | 11     | 42     | 37     | +5 |
| Coppa Italia |       | -       | -       | -       | -       | -       | -       | 1            | 0            | 0            | 1            | 1            | 2            | 1      | 0      | 0      | 1      | 1      | 2      | -1 |
| Totale       |       | 16      | 10      | 4       | 2       | 28      | 8       | 17           | 3            | 4            | 10           | 15           | 31           | 33     | 13     | 8      | 12     | 43     | 39     | +4 |

### Statistiche dei giocatori
| Giocatore      | Serie B  | Serie B | Coppa Italia | Coppa Italia | Totale   | Totale |
| Giocatore      | Presenze | Reti    | Presenze     | Reti         | Presenze | Reti   |
| -------------- | -------- | ------- | ------------ | ------------ | -------- | ------ |
| P. Acquarone   | 1        | 0       | -            | -            | 1        | 0      |
| C. Bertolo     | 1        | 0       | -            | -            | 1        | 0      |
| D. Bertolo     | 29       | 0       | 1            | 0            | 30       | 0      |
| A. Bertolotto  | 29       | 0       | 1            | 0            | 30       | 0      |
| A. Biffi       | 19       | 2       | -            | -            | 19       | 2      |
| L. Boccini     | -        | -       | 1            | 0            | 1        | 0      |
| A. Buggi       | 1        | 0       | -            | -            | 1        | 0      |
| G. Ferrari     | 19       | 4       | -            | -            | 19       | 4      |
| E. Finelli     | 24       | 0       | 1            | 0            | 25       | 0      |
| M. Ghiglione   | 32       | 3       | -            | -            | 32       | 3      |
| A. Gilardoni   | 29       | 0       | -            | -            | 29       | 0      |
| F. Imberti     | 30       | 15      | 1            | 1            | 31       | 16     |
| S. Lanfranco   | 30       | -30     | -            | -            | 30       | -30    |
| E. Manna       | 25       | 3       | 1            | 0            | 26       | 3      |
| M. Marchegiani | 13       | 3       | 1            | 0            | 14       | 3      |
| A. Marchese    | 29       | 0       | -            | -            | 29       | 0      |
| N. Masera      | 22       | 7       | -            | -            | 22       | 7      |
| L. Ruffini     | 8        | 3       | -            | -            | 8        | 3      |
| E. Salamano    | 1        | 0       | 1            | 0            | 2        | 0      |
| E. Sangalli    | 1        | 0       | -            | -            | 1        | 0      |
| G. Sciolla     | 7        | 1       | 1            | 0            | 8        | 1      |
| C. Testera     | 2        | 0       | 1            | 0            | 3        | 0      |
| A. Vignola     | 1        | 0       | -            | -            | 1        | 0      |
| G. Zenaro      | 2        | -7      | 1            | -2           | 3        | -9     |